# Rheinisch-Bergischer Kreis
Rhein-Berg (tiếng Đức: Rheinisch-Bergischer Kreis) là một huyện (Kreis) ở trung bộ Nordrhein-Westfalen, Đức. Các huyện thị giáp ranh là: Oberbergischer Kreis và Rhein-Sieg, và các thành phố là Köln, Leverkusen, Solingen và Remscheid.

## Lịch sử
Năm 1816, sau khi toàn bộ khu vực Rhineland thuộc Phổ, các huyện Wipperfürth, Mülheim, Lennep, Opladen và Solingen được lập từ khu vực ngày nay thuộc huyện Rheinisch-Bergische. Năm 1819, Opladen và Solingen được sáp nhập vào huyện Solingen. Năm 1929, huyện mới Rhein-Wupper được lập và nhiều đô thị đã được hợp nhất vào các thành phố Wuppertal, Remscheid và Solingen. Năm 1932, các huyện Mülheim và Wipperfürth được sáp nhập để lập Rheinisch-Bergische Kreis. Cuối cùng năm 1975 phần lớn khu vực hai huyện Rhein-Wupper và Rheinisch-Bergisch được sáp nhập để lập huyện như hiện nay.

## Địa lý
Huyện này tạo phần phía tây vùng Bergisches Land, nơi các đồi Sauerland dốc xuống thung lũng Rhine.

## Thị xã và đô thị
| Thị xã                                           | Thị xã                                  | Đô thị                |
| ------------------------------------------------ | --------------------------------------- | --------------------- |
| 1. Bergisch Gladbach 2. Burscheid 3. Leichlingen | 1. Overath 2. Rösrath 3. Wermelskirchen | 1. Kürten 2. Odenthal |